# Monument în memoria consătenilor căzuți în război în 1941-1945 (Vălcineț)
Monumentul în memoria consătenilor căzuți în război în 1941-1945 este un monument amplasat în Vălcineț, raionul Călărași, Republica Moldova. Este un monument istoric de importanță națională inclus în Registrul monumentelor Republicii Moldova ocrotite de stat cu nr. 238 (raionul Călărași).